# Черноуха мармозетка
Черноухата мармозетка (Callithrix penicillata) е вид бозайник от семейство Остроноктести маймуни (Callitrichidae).

## Разпространение
Видът е разпространен в Бразилия (Баия, Гояс, Еспирито Санто, Мато Гросо до Сул, Минас Жерайс, Сао Пауло и Токантинс).